# Nikolaos Siranidis
Nikolaos Siranidis (griechisch Νίκος Συρανίδης; * 26. Februar 1976 in Athen) ist ein griechischer Kunst- und Turmspringer. Er war Teilnehmer an den Olympischen Sommerspielen 1996, 2000 und 2004.
Bei den Olympischen Sommerspielen 1996 in Atlanta scheiterte er bereits in der Qualifikation und erreichte Platz 26. Als Teilnehmer der Sommerspiele 2000 in Sydney belegte er Platz 36.
2004 machten die favorisierten Teilnehmer aus China, Russland und den USA während des Wettbewerbs im Synchronspringen vom 3-Meter-Brett schwere Fehler. Das führte im finalen, fünften Durchgang zu einer bizarren Wendung der Ereignisse. So konnte Nikolaos Siranidis zusammen mit seinem Partner Thomas Bimis die Goldmedaille gewinnen.
Es war Griechenlands erste Goldmedaille im Turmspringen und die erste Medaille für die Gastgeber
der Olympischen Sommerspiele 2004. Das machte das Springerpaar zu sehr bekannten Sportlern in Griechenland.